# Dumas Lerena
Dumas Lerena (* 10. April 1930 in Montevideo, Uruguay; † 16. Januar 2009) war ein uruguayischer Schauspieler und Theaterregisseur.
Lerena war 1953 Absolvent der Escuela Municipal de Arte Dramático (EMAD). Dort studierte er unter anderem mit der ebenfalls zu seinem Abschlussjahrgang gehörenden Estela Medina. Bereits währenddessen agierte er an unabhängigen Theatern. Dazu zählten das Teatro Libre und das Teatro Universal. Den Großteil seiner Rollen spielte er allerdings an der Comedia Nacional, deren Ensemble er nach Abschluss seiner Ausbildung bis 1991 angehörte. Insgesamt stand er in seiner Karriere in rund 80 Stücken als Schauspieler auf der Bühne. Sein letzter Auftritt datiert aus dem Jahr 2008, als er den Theaterlehrer in Bertolt Brechts Arturo Ui gab. Ab den 1970er Jahren arbeitete er an der Comedia Nacional auch als Regisseur. Sein Regiedebüt feierte er 1970 mit Juan Carlos Legidos Historia de judios. Jeweils 1981 und 1988 konnte er den Premio Florencio gewinnen, 1996 war er abermals nominiert.

## Auszeichnungen
- 1981: Premio Florencio als „Bester Nebendarsteller“ im Williams-Stück Un tranvía llamado deseo
- 1988: Premio Florencio für seine Comedia Nacional-Inszenierung En familia in den Bereichen „Bestes Schauspiel“ und „Beste Regie“
- 1996: Nominierung für den Premio Florencio als „Bester Nebendarsteller“